# Yana Bondar
Yana Ruslanivna Bondar –en ucraniano, Яна Русланівна Бондар– (19 de febrero de 1991) es una deportista ucraniana que compite en biatlón. Ganó dos medallas de bronce en el Campeonato Europeo de Biatlón, en los años 2013 y 2014.

## Palmarés internacional
| Campeonato Europeo | Campeonato Europeo           | Campeonato Europeo | Campeonato Europeo |
| Año                | Lugar                        | Medalla            | Prueba             |
| ------------------ | ---------------------------- | ------------------ | ------------------ |
| 2013               | Bansko (Bulgaria)            | Medalla de bronce  | Relevos            |
| 2014               | Nové Město (República Checa) | Medalla de bronce  | Velocidad          |